# Верхнекаларская впадина
Верхнекала́рская впа́дина — впадина в северной части Забайкальского края России.

## Расположение
Верхнекаларская впадина расположена между хребтом Удокан (с севера) и Каларским хребтом (с юга). Впадина имеет широтное простирание от низовий реки Чина (на западе) до водораздела рек Калар и Калакан (на востоке). Общая протяжённость впадины составляет около 45 км, ширина варьируется от 2 до 8 км.

## Геология
Впадина сложена осадочными формациями средне-верхнеюрского возраста (с залежами каменного угля), которые сверху перекрываются континентальными кайнозойскими отложениями незначительной мощности. Заложение впадины относится к мезозою, дальнейшее формирование началось в неоген-четвертичное время и продолжается до сих пор.

## Гидрография и ландшафт
Наиболее пониженная часть впадины занята рекой Калар и её притоками; урез воды этих рек составляет 1200—1400 м. На днище и особенно по бортам и ответвлениям впадины встречаются озёра, имеющие ледниковое происхождение. Преобладающий тип ландшафта — горная тайга, местами сочетающаяся с марями.